# Parafia św. Mikołaja w Nowej Rudzie
Parafia św. Mikołaja w Nowej Rudzie – parafia w Nowej Rudzie, znajdująca się w dekanacie noworudzkim, w diecezji świdnickiej, która została erygowana w XVI w. Jej proboszczem jest ks. Andrzej Franków.

## Świątynie
- Kościół św. Mikołaja w Nowej Rudzie
- Kościół św. Anny w Nowej Rudzie
- Kościół Bożego Ciała w Nowej Rudzie
- Kościół Podwyższenia Krzyża Świętego w Nowej Rudzie
- Kościół Wniebowzięcia Najświętszej Maryi Panny w Nowej Rudzie
- Kaplica loretańska w Nowej Rudzie

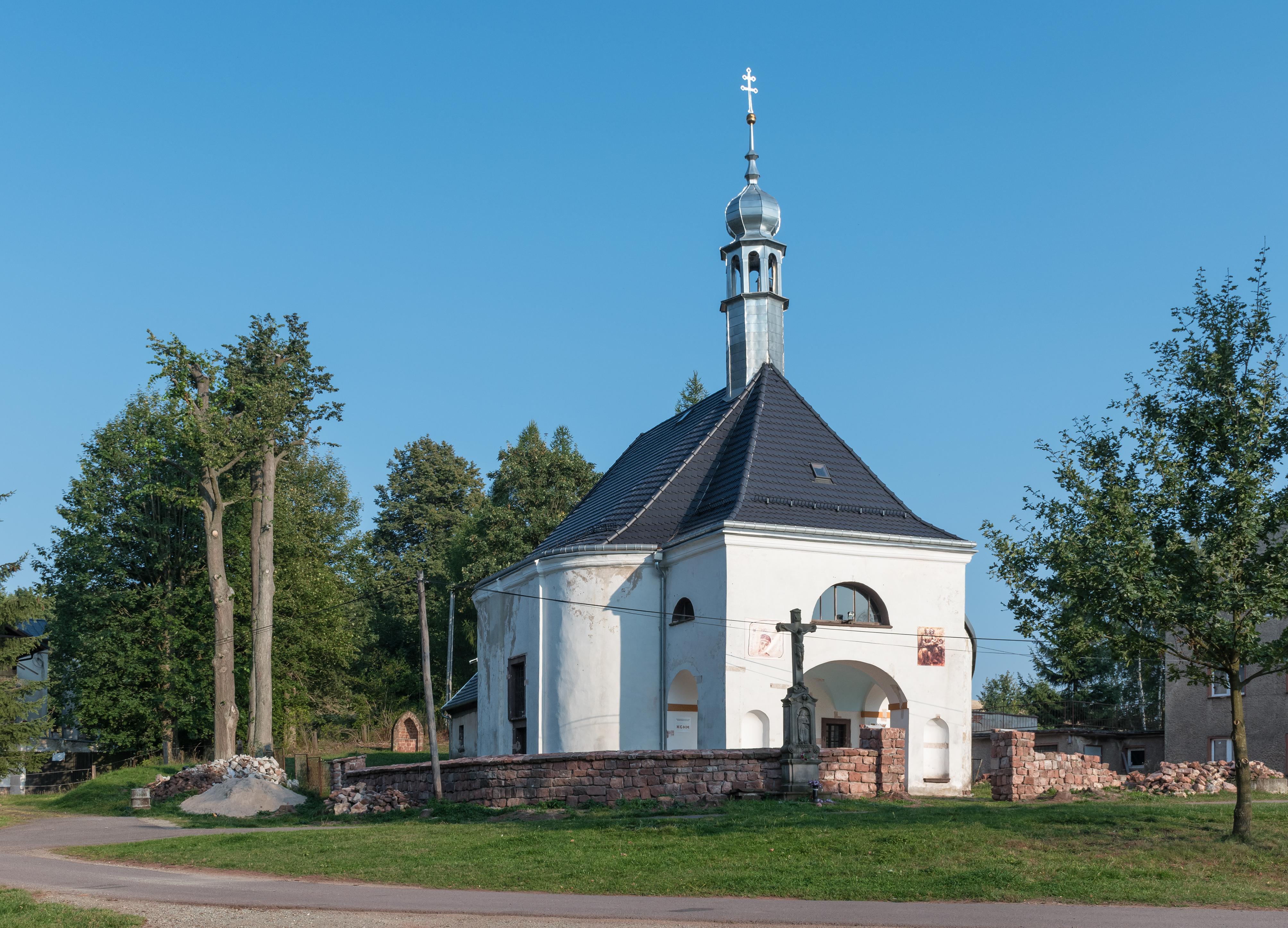
Kościół św. Anny
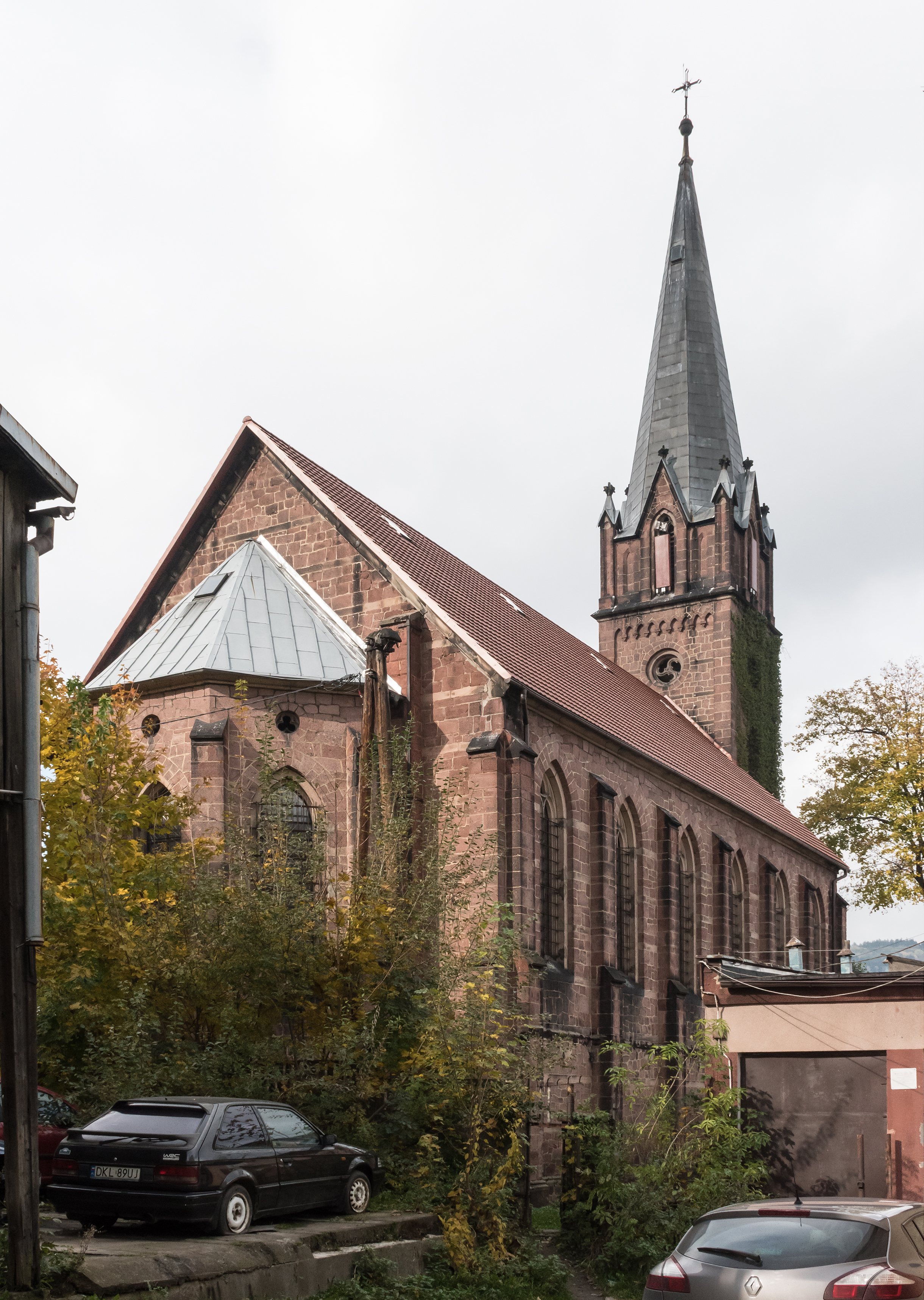
Kościół Bożego Ciała
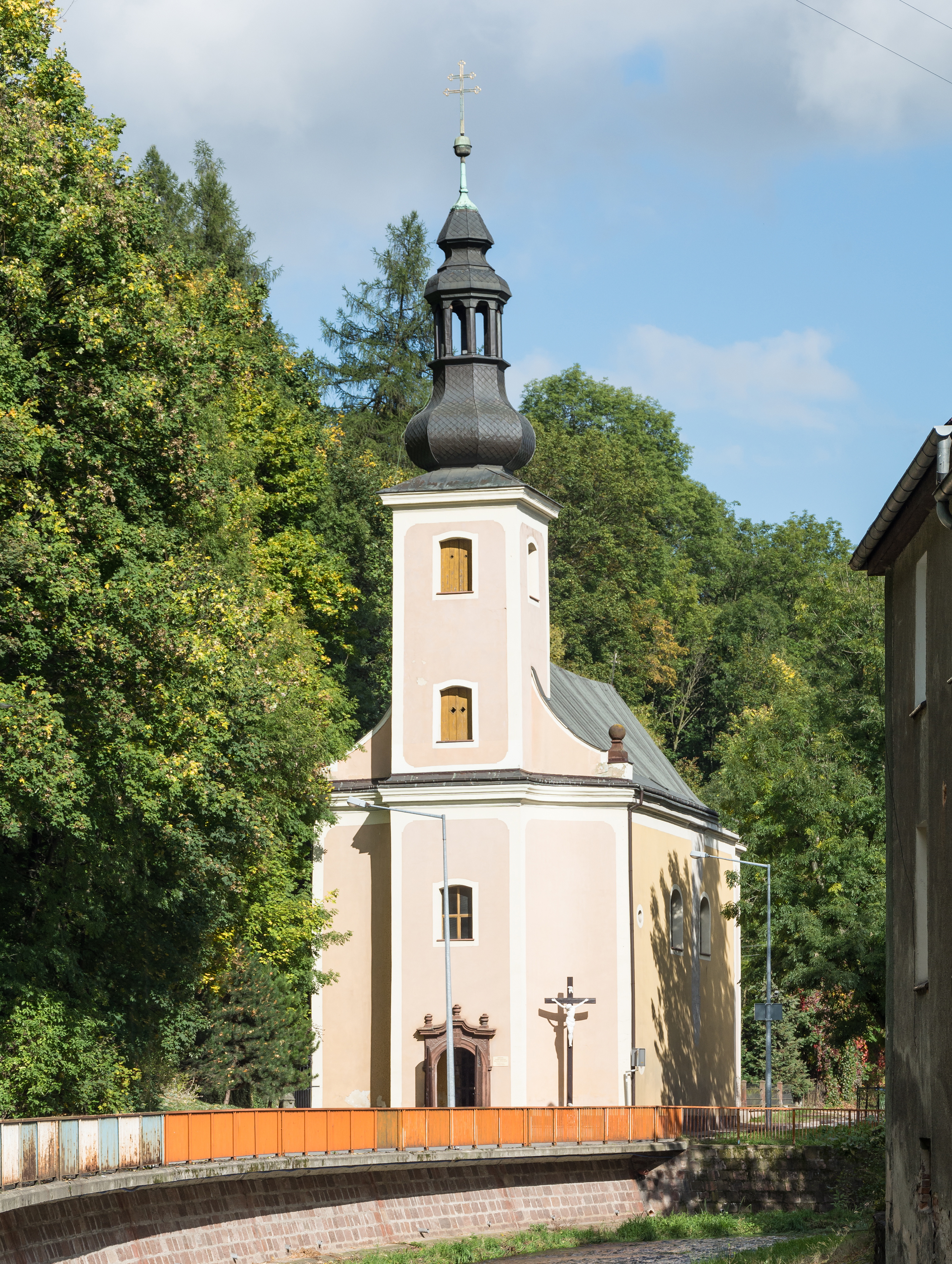
K. Podwyższenia Krzyża Świętego
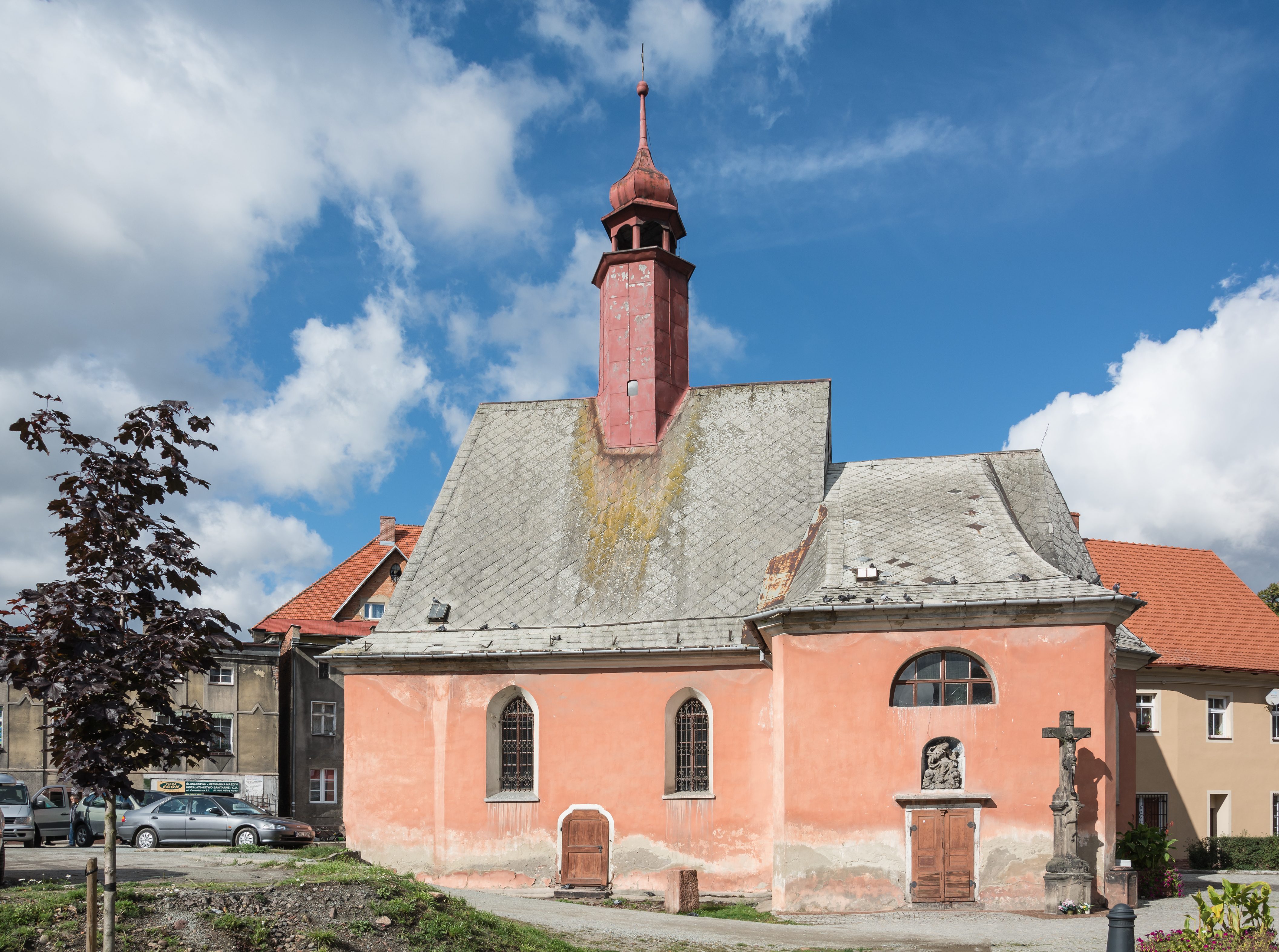
Kościół Wniebowzięcia NMP
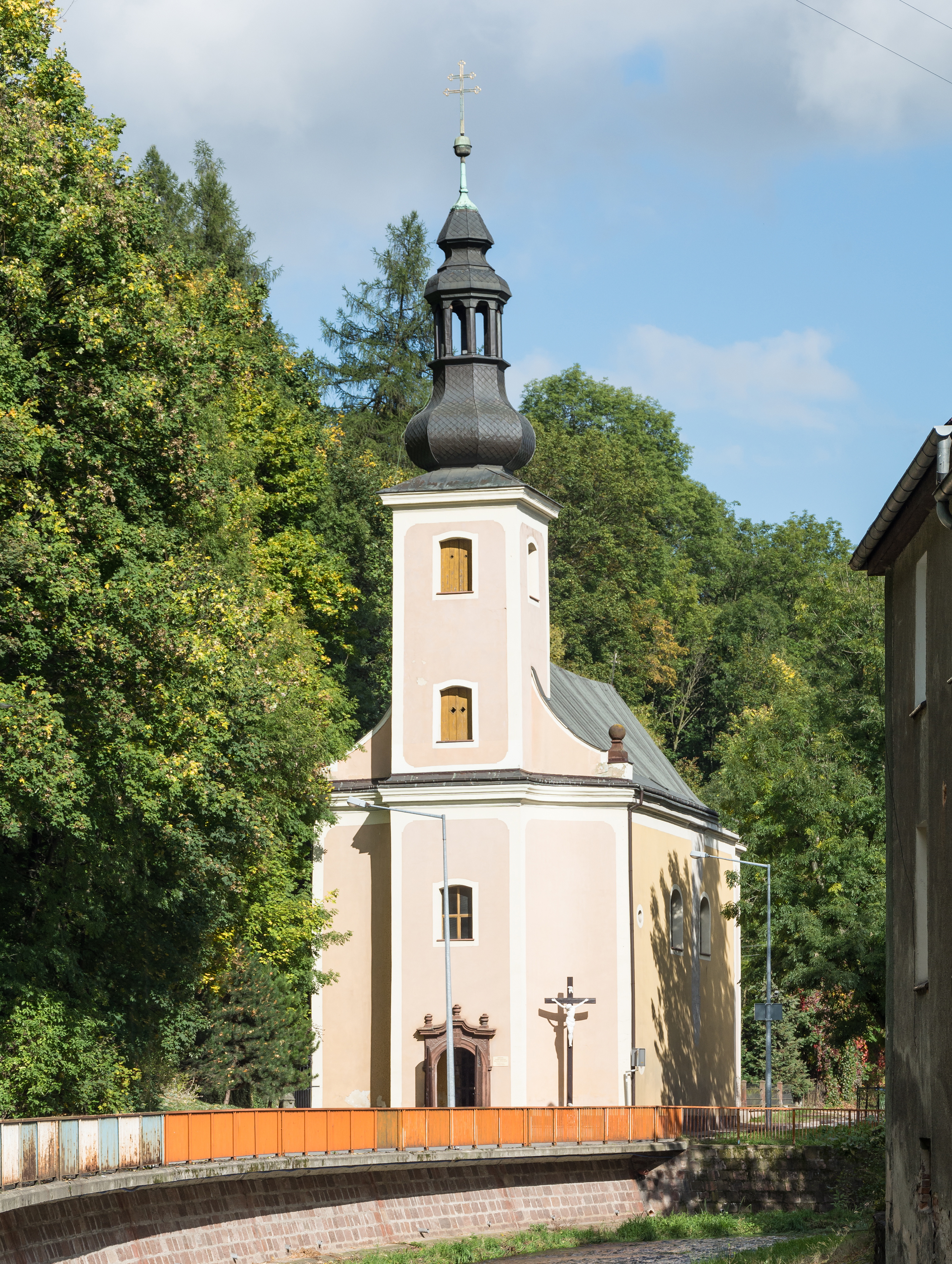
Kościół Świętego Krzyża
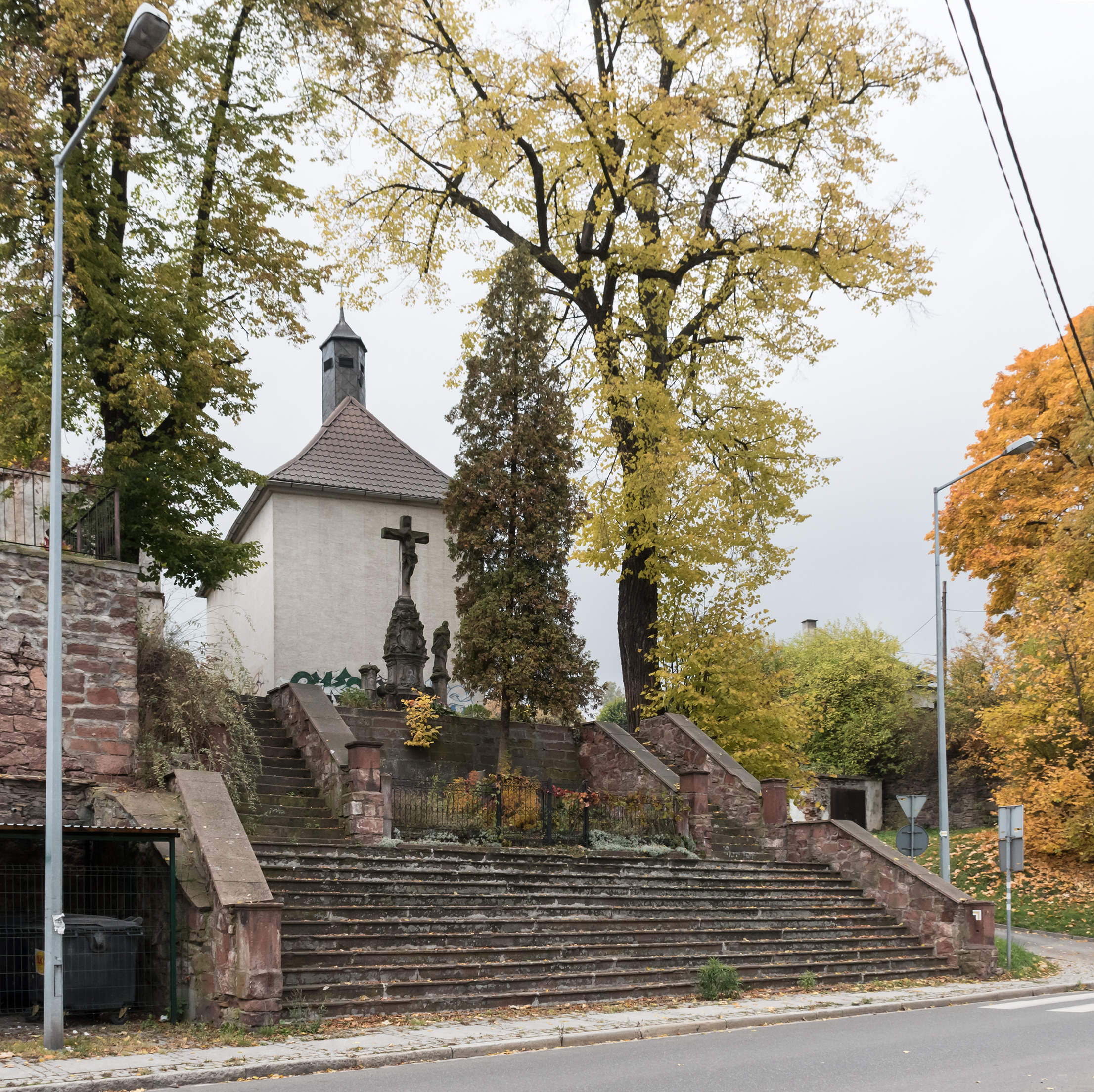
Kaplica loretańska